# Apanteles iriarte
Apanteles iriarte är en stekelart som beskrevs av Nixon 1965. Apanteles iriarte ingår i släktet Apanteles och familjen bracksteklar. Inga underarter finns listade i Catalogue of Life.